# 1. division 1964
La 1. Division 1964 è stata la 51ª edizione della massima serie del campionato danese di calcio conclusa con la vittoria del B 1909, al suo secondo titolo.
Capocannoniere del torneo fu Jørgen Ravn del KB con 21 reti.

## Classifica finale
|    | Classifica  | G  | V  | N | P  | GF | GS | DR  | Pti |
| -- | ----------- | -- | -- | - | -- | -- | -- | --- | --- |
| 1  | B 1909      | 22 | 14 | 3 | 5  | 53 | 33 | +20 | 31  |
| 2  | AGF         | 22 | 14 | 2 | 6  | 49 | 34 | +15 | 30  |
| 3  | KB          | 22 | 13 | 3 | 6  | 62 | 41 | +21 | 29  |
| 4  | Esbjerg fB  | 22 | 11 | 6 | 5  | 48 | 30 | +18 | 28  |
| 5  | Vejle       | 22 | 10 | 5 | 7  | 35 | 32 | +3  | 25  |
| 6  | B 1913      | 22 | 9  | 5 | 8  | 42 | 42 | 0   | 23  |
| 7  | B 1901      | 22 | 8  | 3 | 11 | 42 | 47 | -5  | 19  |
| 8  | B 93 (*)    | 22 | 6  | 6 | 10 | 34 | 40 | -6  | 18  |
| 9  | BK Frem (*) | 22 | 6  | 6 | 10 | 29 | 35 | -6  | 18  |
| 10 | B 1903      | 22 | 6  | 6 | 10 | 36 | 48 | -12 | 18  |
| 11 | AB          | 22 | 6  | 5 | 11 | 32 | 39 | -7  | 17  |
| 12 | Brønshøj BK | 22 | 2  | 4 | 16 | 22 | 63 | -41 | 8   |

(*) Squadre neopromosse

## Verdetti
- B 1909 Campione di Danimarca 1964.
- B 1909 ammesso alla Coppa dei Campioni 1965-1966.
- AB e Brønshøj BK retrocesse.